# 혼다 마사카쓰 (1614년)
혼다 마사카쓰(일본어: 本多政勝, 게이초 19년(1614년) ~ 간분 11년 음력 10월 30일(1671년 12월 1일))는 에도 시대 전기의 다이묘이다. 하리마 히메지 신덴번 및 히메지번 제3대 번주. 야마토 고리야마번 초대 번주를 지냈다. 혼다 다다토모의 차남. 혼다 가문 다다카쓰파 종가 제4대 당주.
| 전임 혼다 마사토모 | 제3대 히메지 신덴번 번주 (혼다 가문, 혼다 다다요시와의 분할상속) 1631년 ~ 1638년 | 후임 혼다 가쓰유키 |

| 전임 혼다 마사토모 | 제3대 히메지번 번주 (혼다 가문) 1638년 ~ 1639년 | 후임 마쓰다이라 다다아키라 |

| 전임 마쓰다이라 다다아키라 | 제1대 고리야마번 번주 (혼다 가문 다다카쓰 파) 1639년 ~ 1671년 | 후임 혼다 마사나가 |